# Легенди за страстта
„Легенди за страстта“ (на английски: Legends of the Fall) е американски игрален филм (историческа драма) от 1994 година на режисьора Едуард Зуик, по сценарий на Сюзън Шилидей и Уилям Уитлиф. Базиран е по новелата от едноименната книга на Джим Харисън през 1979 г. Филмът е номиниран за три награди „Оскар“ и Джон Тол, оператор на филма, печели „Оскар“ за операторско майсторство.

## Български дублажи
| Озвучаващи артисти | Таня Димитрова Георги Георгиев-Гого Петър Чернев Васил Бинев |
| Превод             | Даниела Ганева                                               |
| Тонрежисьор        | Димитър Кръстев                                              |

| Озвучаващи артисти | Васил Бинев Любомир Младенов |